# Archethraulodes spatulatus
Archethraulodes spatulatus is een haft uit de familie Leptophlebiidae. De wetenschappelijke naam van de soort is voor het eerst geldig gepubliceerd in 1982 door Pescador & Peters.
De soort komt voor in het Neotropisch gebied.